# Alexandre Ptouchko
Alexandre Loukitch Ptouchko (en russe : Александр Лукич Птушко) est un réalisateur de fictions et de films d'animation russe né le 6 avril 1900 à Lougansk dans l'Empire russe et décédé le 6 mars 1973 à Moscou dans la RSFS de Russie en URSS. Il est surnommé le « Walt Disney russe ».

## Biographie
Né à Lougansk situé alors dans le gouvernement de Iekaterinoslav (depuis 1991, l'oblast de Louhansk en Ukraine), Alexandre Ptouchko étudie à l'université russe d'économie Plekhanov de Moscou entre 1923 et 1926. Il change plusieurs fois de profession : journaliste, décorateur de théâtre, acteur, etc. C'est à partir de 1927 qu'il trouve sa voie dans le dessin animé et le film d'animation. Il crée des poupées et des marionnettes pour le cinéma et fait de la mise en scène. Il commence sa carrière de cinéaste réalisateur en 1928 en créant son personnage fétiche : Bratichkine. Il sort son premier dessin animé parlant en 1932 : Vlasteline byta.
Son long métrage d'animation Le Nouveau Gulliver rencontre un grand succès en 1935. Inspiré des Voyages de Gulliver de Jonathan Swift, le film nécessite la fabrication de plus de 1 500 poupées et marionnettes et innove par ses méthodes cinématographiques,. C'est à cette époque que Ptouchko commence à diriger la section dédiée aux films d'animation des studios Mosfilm. Il sort régulièrement de nouveaux films dont La Petite Clef en or en 1939, d'après un conte d'Alexis Tolstoï.
Pendant la Grande Guerre patriotique, comme la plus grande partie de ceux qui étaient dans les studios à Moscou, Ptouchko est évacué à Alma-Ata dans le Kazakhstan où il continue de travailler sur les effets spéciaux mais ne dirige aucun film.
Après la guerre, il revient à Moscou et porte à l'écran des contes russes (byline) et des récits de la littérature enfantine. En 1946, il obtient le grand prix international de la couleur pour La Fleur de pierre lors du premier Festival de Cannes ; il reçoit pour ce même film le prix Staline l'année suivante. En 1953, Le Tour du monde de Sadko remporte un Lion d'argent  au Festival de Venise. D'autres prix suivront, notamment pour Le Géant de la steppe (1956), Le Conte du tsar Saltan (1967) et Rouslan et Ludmila (1972).
De 1932 à 1949, Ptouchko est professeur et chef du département artistique de l'Institut national de la cinématographie.
Nommé Artiste du peuple de la RSFSR en 1957, il devient Artiste du peuple de l'URSS en 1969. Il est décoré de l'ordre de l'Insigne d'honneur et de deux ordres du Drapeau rouge du Travail.
Le cinéaste est inhumé au cimetière de Novodevitchi.

## Filmographie

### Réalisateur
- 1927 : La Lettre disparue, court métrage d'animation
- 1928 : Slouchaï na stadione (Fait divers sur le stade), court métrage d'animation
- 1928 : Document chiffré  ou Le Document en code (Chifrovanny dokument), court métrage d'animation
- 1929 : Cent Aventures (Sto priklioucheni), court métrage d'animation
- 1930 : Pense à la défense de la patrie (Krepi oboronou), court métrage d'animation
- 1930 : Le Ciné au village (Kino v derevniou), court métrage d'animation
- 1932 : Le Maître du quotidien (Vlasteline byta), court métrage d'animation
- 1935 : Le Nouveau Gulliver, long métrage d'animation
- 1936 : Le Navet, court métrage d'animation
- 1937 : Les Joyeux Musiciens (Vessiolie mouzikanty), court métrage
- 1937 : Le Conte du pêcheur et du petit poisson (Skazka o rybake i rybke), court métrage d'animation
- 1938 : Le Chien et le Chat, court métrage d'animation
- 1939 : La Petite Clef en or (Zolotoï klioutchik) ou (La Clé d'Or), film d'animation
- 1942 : Secrétaire du Parti
- 1942 : Tête brûlée
- 1944 : Zoïa
- 1946 : La Fleur de pierre (Kamenny tsvetok)
- 1948 : Trois Rencontres (Tri vstretchi) avec Serge Youtkevitch et Vsevolod Poudovkine, sur un scénario de Nikolaï Pogodine
- 1953 : Le Tour du monde de Sadko (Sadko)
- 1956 : Le Géant de la steppe, distribué par R.U.S.C.I.C.O avec le titre international Ilya Muromets. Parfois ce film est intitulé Le Sabre et le Dragon.
- 1959 : Sampo d'après Sampo
- 1961 : Les Voiles écarlates (Alye paroussa)
- 1964 : Le Conte du temps perdu (Skazka o poteriannom vremeni)
- 1966 : Le Conte du tsar Saltan
- 1972 : Rouslan et Ludmila

### Scénariste
- 1928 : Document chiffré ou Le Document en code, court métrage d'animation
- 1929 : Cent Aventures, court métrage d'animation
- 1930 : Pense à la défense de la patrie, court métrage d'animation
- 1932 : Le Maître du quotidien, court métrage d'animation
- 1936 : Le Navet, court métrage
- 1937 : Les Joyeux Musiciens, court métrage
- 1937 : Le Conte du pêcheur et du petit poisson, court métrage d'animation
- 1935 : Le Nouveau Gulliver, long métrage d'animation
- 1937 : The Will, court métrage
- 1937 : Le Renard et le Loup, court métrage d'animation
- 1938 : The Little Daring One ou Tiny and Remote, court métrage
- 1938 : Pas grand mais éveillé
- 1938 : Le Chien et le Chat, court métrage
- 1962 : Ciné Almanach Fitil n°3
- 1966 : Le Conte du tsar Saltan
- 1967 : Vij de Constantin Erchov et Gueorgui Kropatchev
- 1972 : Rouslan et Ludmila

### Dessinateur
- 1927 : La Lettre disparue, court métrage d'animation
- 1928 : Fait divers sur le stade, court métrage d'animation
- 1928 : Document chiffré ou Le Document en code, court métrage d'animation
- 1929 : Cent Avatars, court métrage d'animation
- 1930 : Pense à la défense de la patrie, court métrage d'animation
- 1930 : Le Ciné au village, court métrage d'animation
- 1932 : Le Maître du quotidien, court métrage d'animation
- 1936 : Le Navet, court métrage
- 1937 : Le Conte du pêcheur et du petit poisson, court métrage d'animation

### Producteur
- 1939 : La Petite Clef en or, film d'animation
- 1946 : La Fleur de pierre

### Directeur artistique
- 1936 : The Motherland Calls, court métrage
- 1936 : Le Loup et la Cigogne, court métrage d'animation
- 1936 : Le Renard et les Raisins, court métrage d'animation
- 1936 : Le Navet, court métrage
- 1937 : Le Renard et le Loup, court métrage d'animation
- 1945 : Le Message disparu
- 1961 : Mon ami Kolka d'Alexandre Mitta et Alekseï Saltykov
- 1962 : Roulez tambours !
- 1967 : Vij de Constantin Erchov et Gueorgui Kropatchev

### Réalisateur d'effets spéciaux
- 1935 : Le Nouveau Gulliver
- 1935 : Aerograd d'Alexandre Dovjenko
- 1936 : Les Enfants du capitaine Grant de David Gutman et Vladimir Vaïnchtok
- 1942 : Un gars de la ville de Boris Ivanov et Aleksandr Stolper
- 1942 : Secrétaire du Parti
- 1942 : Les Nomades de la steppe
- 1943 : Front des Frères Vassiliev
- 1944 : Dans le ciel de Moscou de Yuli Raizman
- 1944 : Zoïa de Lev Arnshtam
- 1946 : Our Heart
- 1967 : Vij de Constantin Erchov et Gueorgui Kropatchev

### Directeur de la photographie
- 1936 : Les Enfants du capitaine Grant de David Gutman et Vladimir Vaïnchtok

## Distinctions
- 1935 : diplôme d'honneur au festival de Moscou pour Mokil, marionnettiste dans Le Nouveau Gulliver
- 1935 : coupe pour le meilleur programme au Festival de Venise avec Le Nouveau Gulliver
- 1946 : grand prix international de la couleur au Festival de Cannes avec La Fleur de pierre
  - La même année, en URSS, La Fleur de pierre est en tête des films pour le nombre de spectateurs avec 23,17 millions
- 1953 : Lion d'Argent au Festival de Venise pour Le Tour du monde de Sadko
- 1968 : Prix de la musique au Festival national de l'URSS pour Le Conte du tsar Saltan
- 1972 : Premier prix des films pour les jeunes au Festival international de Salerne pour Rouslan et Ludmila